# Aspicarpa gracilis
Aspicarpa gracilis är en tvåhjärtbladig växtart som först beskrevs av Chod., och fick sitt nu gällande namn av Emil Hassler. Aspicarpa gracilis ingår i släktet Aspicarpa och familjen Malpighiaceae. Inga underarter finns listade i Catalogue of Life.